# Paradella bakeri
Paradella bakeri är en kräftdjursart som först beskrevs av Menzies1962.  Paradella bakeri ingår i släktet Paradella och familjen klotkräftor. Inga underarter finns listade i Catalogue of Life.